# Dialeurotrachelus
Dialeurotrachelus is een geslacht van halfvleugeligen (Hemiptera) uit de familie witte vliegen (Aleyrodidae), onderfamilie Aleyrodinae.
De wetenschappelijke naam van dit geslacht is voor het eerst geldig gepubliceerd door Takahashi in 1942. De typesoort is Dialeurotrachelus cambodiensis.

## Soort
Dialeurotrachelus omvat de volgende soort:
- Dialeurotrachelus cambodiensis Takahashi, 1942